# Puerto de las Huertas
Puerto de las Huertas är en ort i Mexiko.   Den ligger i kommunen Tlalpujahua och delstaten Michoacán de Ocampo, i den sydöstra delen av landet, 110 km väster om huvudstaden Mexico City. Puerto de las Huertas ligger 2 791 meter över havet och antalet invånare är 113.
Terrängen runt Puerto de las Huertas är lite kuperad. Runt Puerto de las Huertas är det ganska tätbefolkat, med 185 invånare per kvadratkilometer. Närmaste större samhälle är El Oro de Hidalgo, 8,1 km norr om Puerto de las Huertas. I omgivningarna runt Puerto de las Huertas växer huvudsakligen savannskog.